# Andrej Sládkovič
Andrej Sládkovič (właśc. Ondrej Braxatoris, pseudonimy: Andrej Braxatoris-Sládkovič, Ondřej Krasyslav Sládkovič; ur. 30 marca 1820 w Krupinie, zm. 20 kwietnia 1872 w miejscowości Radvaň nad Hronom) – romantyczny poeta słowacki, zaliczany do tzw. generacji štúrowców (słow. štúrovci), zwolennik krzewienia uczuć patriotycznych oraz języka słowackiego. Wraz z Samem Chalupką, Jánem Bottem i Jankiem Kráľem należy do najwybitniejszych poetów epoki słowackiego romantyzmu.

## Życiorys
Sládkovič urodził się w niezamożnej rodzinie protestanckiej. Studiował teologię oraz filozofię w Preszburgu (Bratysława), gdzie zetknął się z twórczością publicysty i poety Ľudovíta Štúra. W młodości pisywał głównie wiersze utrzymane w duchu poezji romantycznej (był pod silnym wpływem twórczości Mickiewicza), jednakże sławę oraz miano poety narodowego przyniósł mu poemat dygresyjny zatytułowany Maryna.